# Georg Joachim Hieronymus Röhrs
Georg Joachim Hieronymus Röhrs (auch: Georg Hieronymus Röhrs; * 1758 in Hamburg; † 1802) war ein deutscher Theologe, evangelischer Hofprediger in London und Superintendent in Gifhorn.

## Leben
Georg Joachim Hieronimus Röhrs wurde „in Hamburg“ geboren und studierte in Göttingen an der dortigen Universität. In dieser Zeit trat er am 5. September 1782 der Johannis-Freimaurerloge Zum schwarzen Bär bei und hielt dort in den Jahren von 1783 bis 1786 verschiedene Reden.
Unterdessen wirkte Röhrs als Nachfolger von Ludwig Matthias Heinrich Evers als 15. Inspektor des Schullehrer-Seminars zu Hannover von Michaelis 1785 bis Johannis 1788.
Anschließend wirkte Röhrs seit 1788 – begünstigt durch die Zeit des Kurfürstentums Hannover und der Personalunion zwischen Großbritannien und Hannover – als zweiter Prediger an der Deutschen Hofkapelle in London im St James’s Palace. Er gilt als maßgeblicher Begründer einer in diesem Umfeld „gestifteten“ Lese-Bibliothek mit deutscher Literatur, mit der er sich eine bessere Aufnahme der deutschen Literatur in London erhoffte: Die Deutsche Lese-Bibliothek war offensichtlich als eine Art „gentlemens reading club“ für gebildete Herren wie Röhrs gedacht.
1797 erhielt Röhrs eine Stelle als Superintendent in Gifhorn. Er stand in Korrespondenz mit Friedrich Gottlieb Klopstock.

## Schriften
- Votum einer der jüngsten Stimmen im Tribunale, an welches Fichte appellirt / Abgegeben von G.J.H. Röhrs Superintendenten zu Gifhorn. Hannover 1779. (diglib.hab.de, Digitalisat der Herzog August Bibliothek in Wolfenbüttel)
- Antritts-Predigt, Gehalten Am 3ten August 1788 In Der Teutschen Hof-Capelle zu St. James, von G. J. H. Röhrs, Zweitem Hofprediger Bei der Teutschen Hof-Gemeine In London. [London] [1788].
- Predigt Gehalten Am Zweiten Sonntage Nach Epiphanias, 1796. In Der Deutschen Hof-Kapelle Zu St. James's ... Zum Besten einer Hülfsbedürftigen Familie / Von G. J. H. Röhrs, Zweitem Hofprediger an derselben. Gedruckt bei C. Heydinger, London 1796. (gdz.sub.uni-goettingen.de, Digitalisat des Göttinger Digitalisierungszentrums)
- Dr. Woide. Leichenpredigt für den im Mai 1790 in London gestorbenen Carl Gottfried Woide. J. Young, London 1790.